# Mervin Jackson
Mervin Peter Jackson jr. (Savannah, Georgia, 15 de agosto de 1946-Chicago, Illinois,7 de junio de 2012) fue un jugador de baloncesto estadounidense que disputó cinco temporadas en la ABA. Con 1,91 metros de estatura, jugaba en la posición de base.

## Trayectoria deportiva

### Universidad
Jugó tres temporadas con los Utes de la Universidad de Utah, en las que promedió 17,6 puntos y 6,8 rebotes por partido. En sus dos últimas temporadas fue incluido en el mejor quinteto de la Western Athletic Conference.

### Profesional
Fue elegido en el puesto 120 del Draft de la NBA de 1968 por Phoenix Suns, y también Los Angeles Stars en la segunda ronda del draft de la ABA, fichando por estos últimos. En ese equipo jugó cuatro temporadas, dos en Los Ángeles y dos en Utah. La más destacada a nivel personal fue la primera, en la que promedió 15,7 puntos y 4,2 rebotes por partido, que le valieron para disputar su único All Star, en el que anotó 3 puntos en 11 minutos de juego.
En 1971 se proclamó campeón de la ABA, teniendo un papel muy destacado en los playoffs, en los que promedió 15,2 puntos y 6,1 asistencias por partido. En 1972 fue traspasado a los Memphis Tams a cambio de Gerald Govan, donde pondría punto final a su carrera deportiva.

## Estadísticas de su carrera en la ABA

### Temporada regular
| Temporada | Edad | Equipo            | Liga | Pos. | P   | TIT | MIN  | TC  | TCA  | %TC  | 3P  | 3PA | %3P  | 2P  | 2PA  | %2P  | TL  | TLA | %TL  | R.OF. | R.DEF. | REB | ASIS | ROB | TAP | PER | FP  | PTS  |
| 1968-69 ★ | 22   | Los Angeles Stars | ABA  | PG   | 71  |     | 32.6 | 6.0 | 14.1 | .423 | 0.3 | 0.9 | .306 | 5.7 | 13.2 | .431 | 3.5 | 4.3 | .825 | 2.0   | 2.2    | 4.2 | 3.3  |     |     | 2.7 | 3.7 | 15.7 |
| 1969-70   | 23   | Los Angeles Stars | ABA  | PG   | 52  |     | 21.5 | 3.3 | 9.1  | .356 | 0.3 | 0.8 | .364 | 2.9 | 8.3  | .355 | 1.8 | 2.2 | .807 | 0.8   | 1.9    | 2.7 | 2.2  |     |     | 1.6 | 2.8 | 8.6  |
| 1970-71   | 24   | Utah Stars        | ABA  | PG   | 65  |     | 29.3 | 5.4 | 12.9 | .420 | 0.1 | 0.3 | .350 | 5.3 | 12.6 | .422 | 3.0 | 3.8 | .803 | 1.4   | 2.6    | 4.0 | 3.5  |     |     | 2.2 | 3.2 | 13.9 |
| 1971-72   | 25   | Utah Stars        | ABA  | PG   | 52  |     | 21.8 | 3.6 | 7.9  | .449 | 0.1 | 0.3 | .333 | 3.5 | 7.6  | .453 | 1.8 | 2.1 | .844 | 0.9   | 1.4    | 2.4 | 3.0  |     |     | 1.7 | 2.9 | 9.0  |
| 1972-73   | 26   | Memphis Tams      | ABA  | PG   | 22  |     | 19.1 | 1.5 | 4.7  | .330 | 0.2 | 0.5 | .364 | 1.4 | 4.2  | .326 | 1.3 | 1.6 | .800 | 0.4   | 1.3    | 1.7 | 3.7  |     |     | 1.6 | 2.8 | 4.5  |
| Total     |      |                   | ABA  |      | 262 |     | 26.3 | 4.4 | 10.8 | .411 | 0.2 | 0.6 | .336 | 4.2 | 10.2 | .415 | 2.5 | 3.1 | .817 | 1.3   | 2.0    | 3.3 | 3.1  |     |     | 2.1 | 3.1 | 11.6 |

### Playoffs
| Temporada | Edad | Equipo            | Liga | Pos. | P  | TIT | MIN  | TC  | TCA  | %TC  | 3P  | 3PA | %3P  | 2P  | 2PA  | %2P  | TL  | TLA | %TL  | R.OF. | R.DEF. | REB | ASIS | ROB | TAP | PER | FP  | PTS  |
| 1969-70   | 23   | Los Angeles Stars | ABA  | PG   | 17 |     | 30.9 | 6.0 | 13.5 | .445 | 0.5 | 1.3 | .409 | 5.5 | 12.2 | .449 | 2.3 | 2.8 | .813 |       |        | 4.4 | 3.1  |     |     | 1.5 | 3.4 | 14.8 |
| 1970-71 ❍ | 24   | Utah Stars        | ABA  | PG   | 18 |     | 33.2 | 6.3 | 13.2 | .481 | 0.2 | 0.4 | .375 | 6.2 | 12.7 | .485 | 2.4 | 3.0 | .796 | 1.4   | 2.9    | 4.4 | 6.1  |     |     | 2.3 | 2.6 | 15.2 |
| 1971-72   | 25   | Utah Stars        | ABA  | PG   | 11 |     | 24.3 | 3.1 | 7.0  | .442 | 0.0 | 0.0 |      | 3.1 | 7.0  | .442 | 1.4 | 1.6 | .833 |       |        | 2.4 | 2.4  |     |     | 1.5 | 3.6 | 7.5  |
| Total     |      |                   | ABA  |      | 46 |     | 30.2 | 5.4 | 11.8 | .460 | 0.3 | 0.7 | .400 | 5.2 | 11.2 | .464 | 2.1 | 2.6 | .808 | 1.4   | 2.9    | 3.9 | 4.1  |     |     | 1.8 | 3.1 | 13.2 |

## Fallecimiento
Jackson falleció en Chicago, Illinois, el 7 de junio de 2012, por causas que no fueron reveladas por la familia.